# Stan Kenton
Stanley Newcomb Kenton (Wichita, 11 dicembre 1911 – Los Angeles, 25 agosto 1979) è stato un compositore, direttore d'orchestra e pianista statunitense, attivo nel campo della musica jazz. Nei suoi ultimi anni si dedicò soprattutto all'insegnamento.

## Biografia

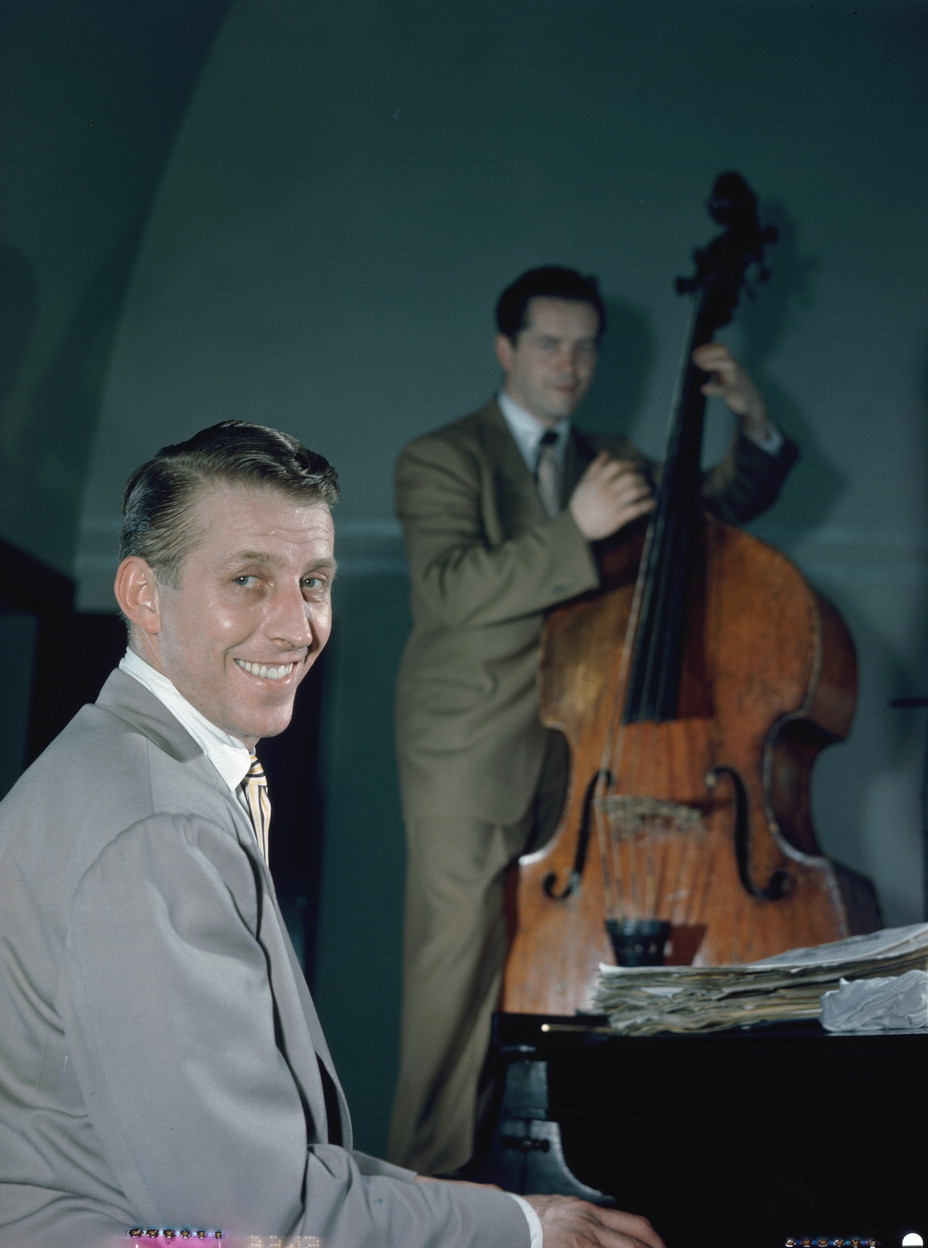
Stan Kenton con Eddie Safranski

Stan Kenton è tra le grandi figure del firmamento della storia del jazz. La sua orchestra, caratterizzata da un particolare suono, sapiente e seducente, anche grazie alla collaborazione di diversi ottimi arrangiatori come Pete Rugolo, Bill Holman, Lennie Niehaus, Gene Roland, Gerry Mulligan e lo sperimentatore Bob Graettinger, getta un ponte tra la musica jazz afro-americana e le acquisizioni raffinate e suggestive della musica colta del novecento. La sua orchestra si avvalse sempre di importanti personalità, come il trombettista Maynard Ferguson, i trombonisti Frank Rosolino, Kai Winding e Carl Fontana, o alfieri del suono cool-newyorkese come Lee Konitz e Dave van Kriedt.
Specializzato nell'arrangiare ritmi afro-cubani (di cui fu un pioniere) per grandi organici (e alcune delle sue orchestre sfioravano i quaranta elementi) Kenton fu un direttore d'orchestra dotato di un suono distintivo e di una grande influenza sul panorama musicale: i componenti delle sue orchestre erano normalmente solisti di prim'ordine. Le idee che propugnava, e soprattutto il suo modo di porle, gli attirarono molte critiche inclusa quella, mossagli da Leonard Feather e probabilmente ingiusta, di avere pregiudizi razziali.
Resta di lui e della sua orchestra una grande e imponente discografia variamente citata: il suo brano Intermission Riff è stata per anni la sigla della rubrica settimanale del TG1 TV7.

## Gli anni successivi
L'ultimo esperimento di Kenton fu la sua orchestra mellofonica del 1960-1963. Nonostante le difficoltà di mantenere i 4 mellofoni in intonazione (che formavano una sezione propria e separata), questa orchestra particolare di Kenton ebbe i suoi momenti esaltanti. Tuttavia dal 1963 in poi, la composizione della sua orchestra iniziò a cambiare. Invece di utilizzare solisti famosi, Kenton preferiva giovani musicisti, anche quando questo andava a spese dell'originalità (probabilmente le considerazioni economiche avevano la loro importanza: i giovani musicisti percepivano salari molto più bassi). Gli arrangiamenti (incluso quelli di Hank Levy) continuavano a essere intricati e difficili come sempre, ma dopo il distacco da Gabe Baltazar nel 1965, Kenton non riuscì più a formare nuovi allievi di gran razza come in passato, a parte il batterista Peter Erskine e Tim Hagans. Per molte delle nuove reclute di Kenton, i tour con l'orchestra furono il vertice della carriera, piuttosto che un punto di partenza. Kenton suona Wagner (1964) fu un altro importante progetto di quegli anni, ma Kenton aveva ormai iniziato a rivolgere gran parte del suo impegno alla didattica; condusse un infinito numero di clinics, e rese disponibili alle orchestre dei college e delle università le sue composizioni. Kenton continuò a dirigere e far concerti con la sua big band fino a quando morì, nel 1979.

## Gli ultimi anni

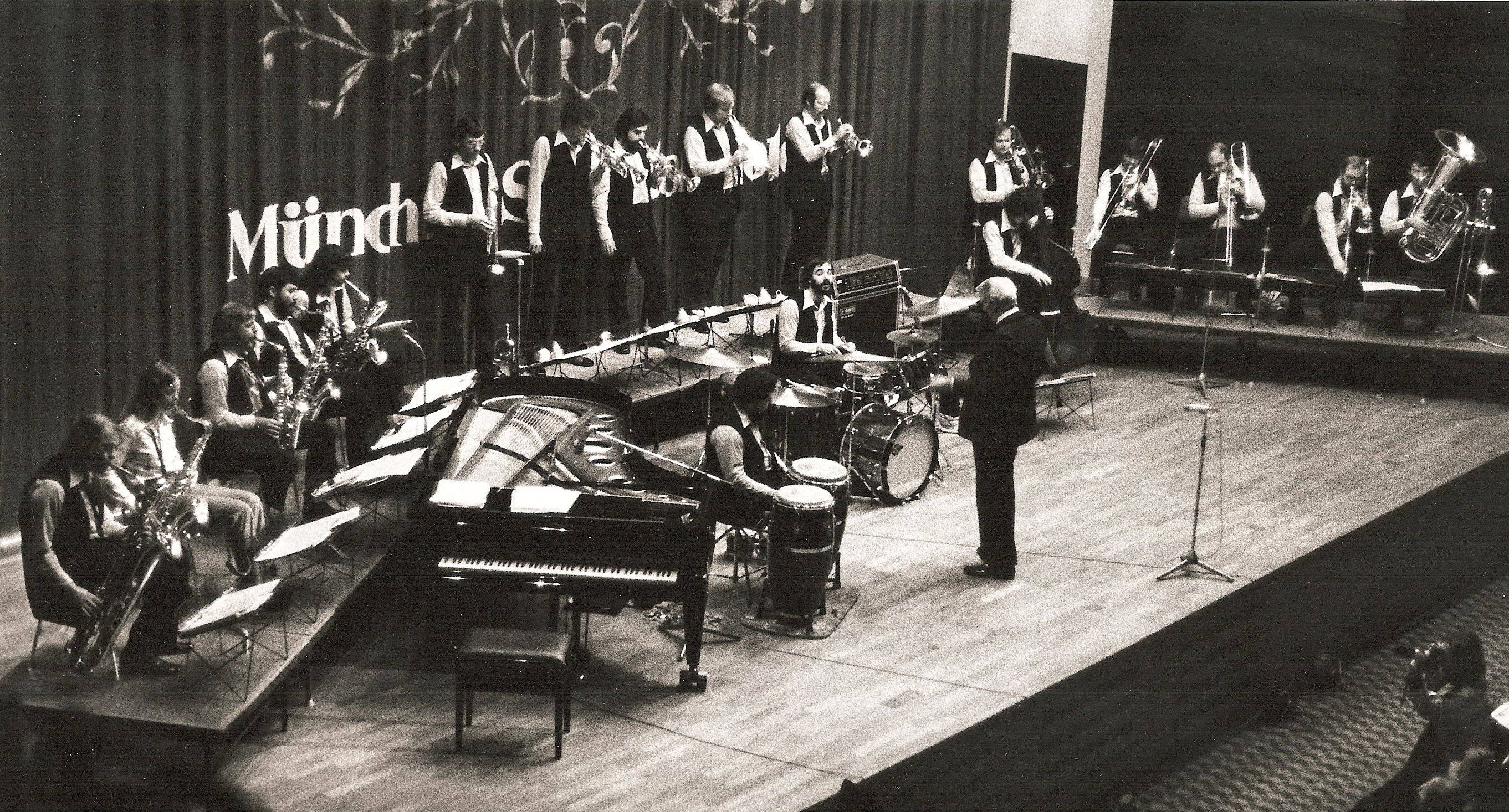
La Stan Kenton Big Band, 1973

Negli ultimi anni di vita, il geniale e carismatico Kenton spese molte energie sostenendo la musica delle big band e quello che chiamava "jazz progressivo" nelle scuole e nei college nei vari Paesi Americani. La sua intera biblioteca fu donata alla University of North Texas a Denton.
Fu una figura saliente nella musica americana e lasciò un indelebile segno nell'arrangiamento delle big band. La musica di Kenton evolse con il tempo tra il 1960 e il 1970, anche se non più un grande innovatore. Il suo concerto finale avvenne in agosto nel 1978, un anno prima di morire. Visse con il figlio Lance, un membro chiave della riabilitazione per droga, condannato alla prigione per assalto e cospirazione dopo che aveva messo un serpente a sonagli nella casella postale di un avvocato.
Quello che Kenton perse, comunque, fu la successiva "riscoperta" della sua musica, con molte ristampe delle sue registrazioni.
Stan Kenton morì il 25 agosto del 1979, dopo aver sofferto una settimana prima per un attacco di cuore. Fu sepolto al Westwood Village Memorial Park Cemetery, a Los Angeles.

## Lo stile

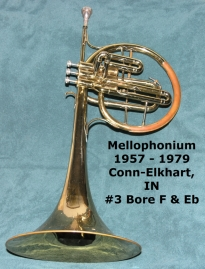
Il Mellofono, strumento che Stan Kenton inserì nell'organico orchestrale dal 1960 alla fine del 1963

Per descrivere il proprio stile, Kenton ha coniato l'espressione progressive jazz (talvolta jazz progressivo in italiano). Con questo termine voleva indicare una tipologia di musica consapevolmente complessa, modernista (tra le sue influenze ci sono Igor' Stravinskij e Paul Hindemith) e ricca di dissonanze.
Senza dubbio la musica di Kenton stride alle orecchie degli ascoltatori di jazz classico come quello di Duke Ellington, Count Basie e altri, per molte delle sue scelte musicali.
In primis, un elemento che contraddistinguerà Kenton in molte sue registrazioni (e che sarà oggetto di critiche continue), è l'accostare veri e propri muri sonori di fiati (trombe, tromboni), spinti al massimo, talvolta alla dissonanza, a temi e melodie tranquille.
L'imprevedibile è sempre un elemento principale in Kenton, tant'è che in molti suoi brani non si è mai in grado di capire cosa accadrà dopo: un piano solo, un tema eseguito dall'orchestra o un'esplosione astratta di note, eseguite dai fiati.
Ma lo stile di Kenton arriva fino alla cinematografia: saranno infatti le musiche dei film polizieschi a influenzarlo molto, e a creare composizioni non tanto differenti dalle colonne sonore dei primi film di 007.
Successivamente una passione che Kenton coltiverà per molti anni, sarà quella per la musica cubana e latina. Infatti, molte delle composizioni che scriverà e da cui trarrà ispirazione avranno come radice i ritmi cubani e africani, tant'è che si circonderà di percussionisti e di polistrumentisti: i suoi trombettisti ad esempio, nel brano Peanut Vendor, useranno percussioni durante alcuni stacchi ritmici.

## Le critiche

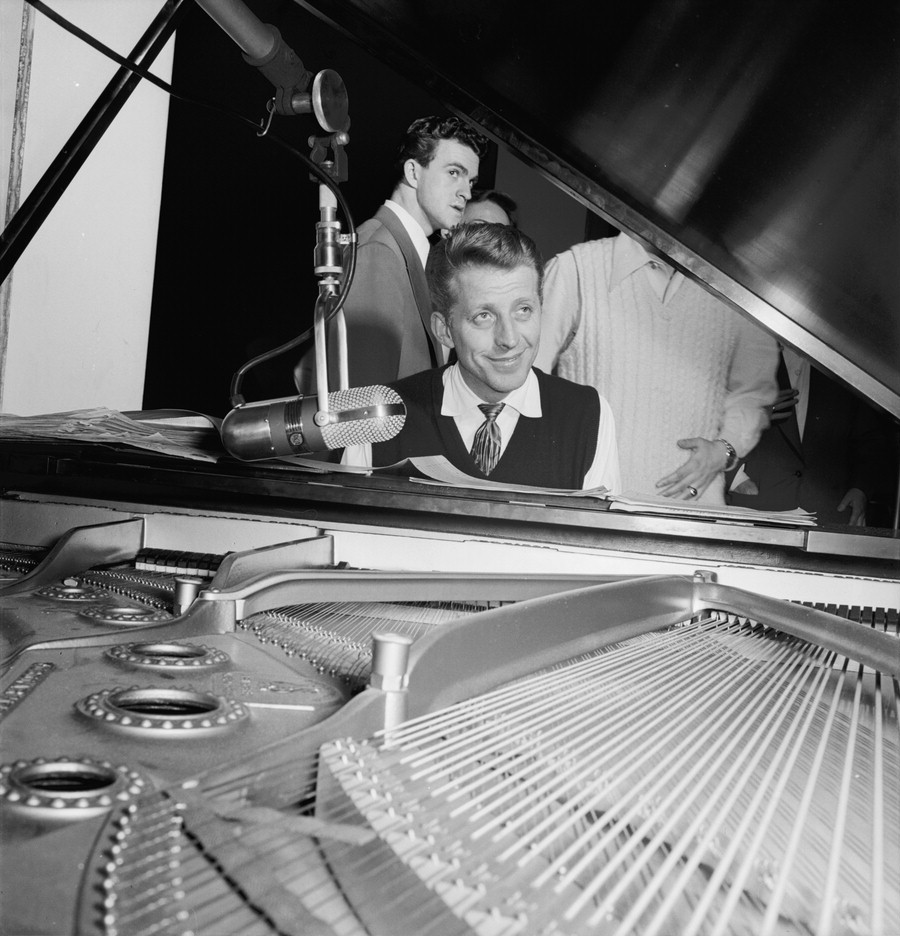
Stan Kenton con Harry Forbes e Pete Rugolo negli studi dalla Capitol
Foto William P. Gottlieb

Le critiche verso Kenton non si limitarono alla sua musica. Nel 1956, al ritorno con la sua orchestra dal tour europeo, il "Premio della Critica" indetto dalla rivista statunitense Down Beat, aveva elencato vittorie di musicisti afro-americani in tutte le categorie. L'orchestra di Kenton stava suonando a quel tempo in Ontario, Canada, e Stan Kenton inviò un telegramma dove lamentava "una nuova minoranza, i musicisti di jazz bianchi" e inoltre denunciava "un completo e totale disgusto per i geni del jazz". Il critico Leonard Feather, ma molti critici furono in disaccordo con Feather, rispose il 3 ottobre del 1956 con una lettera, dove denunciava la visione razziale di Kenton e il suo disprezzare i musicisti afro-americani come Duke Ellington, Count Basie e Dizzy Gillespie. Il fatto che Kenton non avesse vinto il "Premio della Critica" era la ragione più ovvia di questo suo atteggiamento; questo pregiudizio di lunga data ora veniva in superficie: Kenton non aveva assunto abbastanza strumentisti afro-americani nella sua orchestra per troppi anni.
Tre anni prima di questo avvenimento, il 16 dicembre 1953, il critico di Down Beat, Nat Hentoff, aveva scritto che: "Stan è libero da qualsiasi pregiudizio, come ogni vero uomo che io conosco".

## Discografia

### Album
- 1937-46 – "Artistry in Kenton" Vol. 1-3 1937-1946 (Jazz Unlimited, 204 2081) (3CD) (2001) Le prime incisioni in assoluto di Kenton pianista, radio trascrizioni e materiale raro
- 1940-44 – The Chronological Stan Kenton and His Orchestra 1940-44 (Classics Records, 848) (1995) Integrale delle Master Takes
- 1941 – The Formative Years: 1941 (Decca Records, DL 8259) (Antologia) (1956-2002) Matrici Decca
- 1941 – The Formative Years: 1941 (Status Records, DSTS 1024) (1999) Trascrizioni Radio McGregor
- 1941 – Balboa / Summer 1941 (Mark56 Records, 582) (Live) (1972)
- 1941 - Balboa Bash - 1941 (Naxos Jazz Legends, 8.120517) (2000)
- 1941 – The Uncollected Stan Kenton and His Orchestra 1941 (Hindsight Records, HSR-118) (1978)
- 1941 – The Uncollected Vol. II - 1941 (Hindsight Records, HSR-124) (1978)
- 1941 – Rendezvous Ballroom 1941, Volume Two (Mark56 Records, 779) (1978)
- 1941-42 - Etude for Saxophones 1941-1942 (The Complete McGregor Transcriptions Vol. 2) (Naxos, 8.120518) (2001)
- 1942-45 – Live Sessions 1942/1945 (Jazz Anthology, 550302) (Live) (1991)
- 1943 – One Night Stand with Stan Kenton in Hollywood, 1943 (Joyce Records, LP-1150) (1983)
- 1943-44 – Stan Kenton: The Uncollected 1943-1944 Vol. III (Hindsight Records, HSR-136) (1979)
- 1943-47 – The Complete Capitol Studio Recordings of Stan Kenton (Mosaic Records, MD7-163) (7CD)
- 1943-47 – Stan Kenton (Time Life Music, STBB-13) 2LP, (1984)
- 1944 – 1944 (Queen-disc Records, Q-054) (1981)
- 1944 – 1944 - Rare Live Performances (Swing House Records, SWH 26) (Live)(1981)
- 1944-45 – The Uncollected Stan Kenton And His Orchestra 1944-1945 Vol. IV (Hindsight Records, HSR-147) (1979)
- 1945 – Painted Rhythm (Giants of Jazz Records, GOJ-1007) (1978)
- 1945 – The Chronological Stan Kenton and His Orchestra 1945 (Classics Records, 898) (1996)
- 1945-47 – The Christy Years (Creative World Records, ST 1035) (1971)
- 1945-47 – The Uncollected 1945-1947 Vol. V (Hindsight Records, HSR-157) (1981)
- 1945-52 – 1945-1952 "Opus In Pastels" (Jazz Roots Records, CD 56023) (1991)
- 1946 – Artistry in Rhythm (Capitol Records, H-167) Riedizione di BD-39 (1950)
- 1946 – The Chronological Stan Kenton and His Orchestra 1946 (Classics Records, 949) (1997)
- 1947 – 1947 (Queen-disc Records, Q-057) (Live & AFSR) (1982)
- 1947.1 – The Chronological Stan Kenton and His Orchestra 1947 (Classics Records, 1011)(1998)
- 1947.2 – The Chronological Stan Kenton and His Orchestra 1947, Vol. 2 (Classics Records, 1039) (1998)
- 1949 – Encores (Capitol Records, H-155) Riedizione di CC-113 (1950) (78rpm)
- 1948 – A Presentation of Progressive Jazz (Capitol Records, H-172) Riedizione di A Concert of Progressive Jazz
- 1948 – Hollywood Bowl-1948-Part One (First Heard Records, FH 52) con June Christy (Live) (1983)
- 1950 – The Chronological Stan Kenton and His Orchestra 1950 (Classics Records, 1185)  (2001)
- 1950-51 The Chronological Stan Kenton and His Orchestra 1951-1952 (Classics Records, 1428) (2006)
- 1950-51 – Artistry in Tango (Gramercy 5 Records, GM 7704) (1977)
- 1951 The Chronological Stan Kenton and His Orchestra 1951 (Classics Records, ?) (?)
- 1951 – Kenton '51 (Concert at Cornell University) (Jazz Unlimited, JUCD 2008) (Live) (1993)
- 1951 – Live in 1951 at The Hollywood Palladium, Volume 1 (Jazz Band Records, EB413) (Live) (1989)
- 1950-61 – Stan Kenton: The Complete Capitol Recordings of the Holman and Russo Charts (Mosaic Records, MD4-136) (4CD) (1991)
- 1950 – Innovations in Modern Music, Volume One (Capitol Records, H-189)
- 1950 – Stan Kenton's Milestones (Capitol Records, H-190) Raccolta
- 1951 – Innovations in Modern Music Concert / Seattle, November 25, 1951 (Mark56 Records, 860) (Live) (1984)
- 1951 – Carnegie Hall ~ Oct. '51 (HEP Records, HEP CD 68) (Live) (2000)
- 1951 – Stan Kenton Presents (Capitol Records, L-248)
- 1951 – Carnegie (First Heard Records, FH 1006) (Live) (1981)
- 1951 – Live in 1951 at the Hollywood Palladium, Volume 1 (Jazz Band Records, EB413) (Live) (1989)
- 1951 – Stan Kenton's 1951 Band! (Rendevous Records, CD-1001) (Live) (1991)
- 1951 – Summer of '51 (Garland Records, GRZ006) (Live) (1987)
- 1951-53 – Stan Kenton (Musica Jazz, 2MJP 1047) (Live) (1987)
- 1952-53 The Chronological Classics: Stan Kenton and His Orchestra 1952-1953 (Classics Records, 1461) (2008)
- 1951-54 – Kenton and Bird (Jazz Supreme Records, JS 703) (1981)
- 1952 – City of Glass (Capitol Records, H/L-353) a nome Stan Kenton Condutcs Robert Graettinger's
- 1952 – Stan Kenton Classics (Capitol Records, H-358)
- 1952 – Progressive Jazz - Rare Live Performances (Swing House Records, SWH-18) (Live) (?)
- 1952 – One Night Stand with Stan Kenton's Concert in Miniature No. 9 And 10 (Joyce Records, 1087) (Live) (1980)
- 1952-56– Intermission Riff 1952 - 1956 (Giants of Jazz, CD 53109) (1991)
- 1953 – New Concepts of Artistry in Rhythm (Capitol Records, H/L-383)
- 1953 – Concert Encores (First Heard Records, FH-40) (Live) (1981)
- 1953 – Sketches on Standards (Capitol Records, H/L-426)
- 1953 – This Modern World (Capitol Records, H/L-460)
- 1953 – Portraits on Standards (Capitol Records, H-462)
- 1953 – Europe '53 Part One (First Heard Records, FH 49) (1983)
- 1953 – Europe '53 Part Two (First Heard Records, FH 50) (1983)
- 1953 – Paris, 1953 (Royal Jazz Records, RJ 504) (Live) (1989)
- 1954 – Kenton Showcase: The Music of Bill Russo (Capitol Records, H-525)
- 1954 – Kenton Showcase: The Music of Bill Holman (Capitol Records, H-526)
- 1954 – Festival of Modern American Jazz (Status Records, STATUSCD101) (Live) (1989)
- 1954-59 – Artistry in Kenton (Artistry in Kenton, KEN-1) (1979)
- 1955 – Kenton Showcase: The Music of Bill Russo - The Music of Bill Holman (Capitol Records, W-524) Ristampa di H-525 e H-526
- 1955 – Duet (Capitol Records, T-656)
- 1955 – Contemporary Concepts (Capitol Records, T-666)
- 1956 – Kenton in Hi-Fi (Capitol Records, W/SW 724)
- 1956 – Cuban Fire! (Capitol Records, T 731)
- 1956 – Live at the Macumber Club 1956 (Magic Records, DAWE50) (Live) (1991)
- 1957 – Kenton with Voices (Capitol Records, T 810)
- 1957 – Stompin' at Newport (Pablo Records, PACD-5312-2) (Live) (2002)
- 1957 – Live from the Patio Gardens Ballroom Salt Lake City Utah 1957 Volume One (Magic Records, DAWE56) (Live) (1992)
- 1957-59 – Live 1957-1959 (Total Recording, TRCD 3001) (Live) (1991)
- 1958 – Rendezvous with Kenton (Capitol Records, T 932)
- 1958 – Back to Balboa (Capitol Records, T 995)
- 1958 – The Ballad Style of Stan Kenton (Capitol Records, T/ST 1068)
- 1958 – Live in Biloxi (Magic Records, DAWE32) (Live) (1989)
- 1959 – Lush Interlude (Capitol Records, T/ST 1130)
- 1959 – The Stage Door Swings (Capitol Records, T/ST 1166)
- 1959 – The Kenton Touch (Capitol Records, T/ST 1276)
- 1959 – At Ukiah 1959 (Status Records, DSTS 1033) (Live) (1989)
- 1959 – Recorded Live in Concert at Humbolt State College in Arcata,California 1959 (Fresh Sound Records, FSR-3000) (Live) (1987)
- 1960 – Viva Kenton! (Capitol Records, W/SW 1305)
- 1960 – Road Show (Capitol Records, STBO 1327)
- 1960 – Kenton Live from the Las Vegas Tropicana (Capitol Records, T/ST 1460)
- 1961 – Two Much! (Capitol Records, T/ST 1495) con Ann Richards
- 1961 – The Romantic Approach (Capitol Records, T/ST 1533)
- 1961 – Kenton's West Side Story (Capitol Records, T/ST 1609)
- 1961 – From the Creative World of Stan Kenton Comes...A Merry Christmas! (Capitol Records, T/ST 1621)
- 1961 – Mellophobia (Better Music, JIT-030) (1996, 2001)
- 1961-62 – One Night Stand (Magic Records, DAWE66) (Live) (1993)
- 1961-62 – Stan Kenton (Echo Jazz Records, EJCD 05) (Live) (1989)
- 1962 – Sophisticated Approach (Capitol Records, T/ST 1674)
- 1962 – Stan Kenton! Tex Ritter! (Capitol Records, T/ST 1757)
- 1962 – The Uncollected 1962 Vol. 6 (Hindsight Records, HSR-195) (1983)
- 1962 – Adventures in Jazz (Capitol Records, T/ST 1796)
- 1963 – Adventures in Time (Capitol Records, T/ST 1844)
- 1963 – Artistry in Bossa Nova (Capitol Records, T/ST 1931)
- 1963 – Kenton in England (The Great 1963 Band in Concert) (Jazz Groove, JG 005) (Live) (1985)
- 1963 – The Best of Brant Inn (First Heard Records, FH 45) (Live) (1982)
- 1964 – From the Creative World of Stan Kenton Comes the Exciting New Voice of Jean Turner (Capitol Records, T/ST 2051)
- 1964 – Artistry in Voices and Brass (Capitol Records, T/ST 2132)
- 1965 – Kenton / Wagner (Capitol Records, TAO/STAO 2217)
- 1966 – Stan Kenton Conducts the Los Angeles Neophonic Orchestra (Capitol Records, MAS/SMAS 2424)
- 1967 – Stan Kenton Plays for Today (Capitol Records, T/ST 2655)
- 1968 – The World We Know (Capitol Records, T/ST 2810)
- 1968 – The Jazz Compositions of Dee Barton (Capitol Records, ST 2932)
- 1968 – Finian's Rainbow (Capitol Records, ST 2974)
- 1969 – Hair (Capitol Records, ST 305)
- 1970 – Kenton's Christmas (Creative World Records, ST 1001) riedizione di Capitol Records, T-1621
- 1970 – Kenton in Stereo (Creative World Records, ST 1004) Registrazioni del 1956
- 1970 – City of Glass & This Modern World (Creative World Records, ST 1006) Raccolta dei due LP della Capitol Records (H/L-353 e H/L-460)
- 1971 – Private Party (Creative World Records, ST 1014)
- 1971 – Live at Redlands University (Creative World Records, ST 1015)
- 1971 – Some Women I've Known (Creative World Records, ST 1029) Raccolta
- 1971 – By Request (Creative World Records, ST 1036) Raccolta
- 1971 – Live at Brigham Young University (Creative World Records, ST 1039)
- 1972 – By Request – Volume II (Creative World Records, ST 1040) Raccolta
- 1972 – Artistry in Jazz (Capitol Records, M-11027)
- 1972 – Stan Kenton Today - Recorded Live in London (Phase 4, BP44179-80)
- 1972 – Live at Butler University (Creative World Records, ST 1058)
- 1972 – National Anthems of the World (Creative World Records, ST 1060)
- 1972 – Flying High In Florida 1972 (Sounds of Yester Year, DSOY934) (Live) (2013)
- 1973 – Birthday in Britain (Creative World Records, ST 1065)
- 1973 – 7.5 on the Richter Scale (Creative World Records, ST 1070)
- 1973 – Live at the London Hilton 1973, Vol.1 (Status Records, DSTS1003) (Live) (1994)
- 1973 – Live At The London Hilton 1973, Vol.2 (Status Records, DSTS1005) (Live) (1994)
- 1974 – Solo: Stan Kenton Without His Orchestra (Creative World Records, ST 1071)
- 1974 – Plays Chicago (Creative World Records, ST 1072)
- 1974 – Fire, Fury and Fun (Creative World Records, ST 1073)
- 1974 – Hits in Concert (Creative World Records, ST 1074)
- 1976 – Kenton '76 (Creative World Records, ST 1076)
- 1976 – Live in Europe (London Records, SP 44276) (1977)
- 1976 – Live at the Sunset Ridge Country Club 1976 (Magic Records, DAWE59) (Live) (1992)
- 1976 – Live at the Sunset Ridge Country Club 1976 Part 2 (Magic Records, DAWE61) (Live) (1993)
- 1977 – Journey into Capricorn (Creative World Records, ST 1077) (1977)
- 1940-54 – The Kenton Era (Capitol Records, TDB 569) (4LP)  (Antologia) (1955)
- 1943-55 – The Early Years (Capitol Records, SCA 066) (Antologia)(1981) Matrici Capitol
- ???? – Stan Kenton's Greatest Hits (Capitol Records, T/DT 2327) (Antologia) (1965) Matrici Capitol
- ???? – The Comprehensive Kenton (Capitol Records, STB-12016) (Antologia) (1965) Matrici Capitol
- 1943-51 – By Request – Volume III (Creative World Records, ST 1062) (Antologia) (1973) Matrici Capitol
- 1973 – By Request – Volume IV (Creative World Records, ST 1064) (Antologia) (1973) Matrici Capitol
- 1973 – By Request – Volume V (Creative World Records, ST 1066) (Antologia) (1973) Matrici Capitol
- 1973 – By Request – Volume VI (Creative World Records, ST 1069) (Antologia) (1973) Matrici Capitol
- 1945-73 – The Jazz Compositions of Stan Kenton (Creative World Records, ST 1078) (Antologia) (1976) Matrici Capitol
- 1970-76 – Street of Dreams (Creative World Records, ST 1079) (1979, 1992)
- 1941-47 – The Great American Dance Bands, Volume I (Insight Records, IN-206) (1981)
- 1945-47 – The Great American Dance Bands: Stan Kenton And His Orchestra Volume II (Insight Records, N-217) (1980)
- 1982 – Together Again (First Heard Records, FH 42) (1982)
- 1962 – The Sound of 'Sixty-Two (First Heard Records, FH 46) (Live) (1962)
- 1941-61 – Stan Kenton (Book-Of-The-Month Records, 81-7572) (3LP) (Antologia) (1985) Matrici Capitol
- 1941-50 – Stan Kenton Collection - 20 Golden Greats (Deja Vu Records, DVLP 2087) (Antologia) (1987) Matrici Capitol
- 1962 – 18 Original Big Band Recordings (1962) (Hindsight Records, HCD-407) (Radio) (1987)
- 1989 – The Very Best of Stan Kenton (Pair Records, PCD-2-1227) (Antologia) (1989) Matrici Capitol
- 1959 – "Live" at The Red Hill Inn Pennsauken (Magic Records, DAWE43) (Live) (1990)
- 1959 – In New Jersey (Status Records, STCD 104) (Live) (1990)
- 1959-71 – Live at Newport 1959-1963-1971 (Jasmine Records, JASBOX 1-3) (3CD) (2000)
- 1961 – Mellophonium Magic (Status Records, STATUSCD102) (Live) (1989)
- 1962 – Mellophonium Moods 1962 (Status Records, STCD 106) (Live) (1990)
- 1977 – Artistry in Symphonic Jazz (Tantara Records, TCD 1111) (Live) (1991)
- 1957-58 – In a Mellow Mood (Total Recording, TRCD 3002) (Live) (1991)
- 1976 – The Great Concert (Jazz View Records, COD 012) (Live) (1991)
- 1944-1945 – On A.F.R.S. 1944-1945 (Status Records, DSTS 1019) a nome S K and His Orch. with J Christy and A  O'Day (Live & Radio)(1996)
- 1976 – The Lost Concert I - Live at the Cocoanut Grove in L.A. (Gem Heritage Collection, #101) (Live) (1997)
- 1976 – The Lost Concert II - Live at the Cocoanut Grove in L.A. (Gem Heritage Collection, #102) (Live)(1997)
- 1952-53 – 23 Degrees North, 82 Degrees West (Natasha Imports, NI-4006) (Live) (1992)
- 1978 – A Time for Love (The Final Chapter) (Tantara Records, TCD 1112) (Live) (1994)
- 1972 – Live at the Newport Jazz Festival from the Philharmonic Hall, Lincoln Centre, New York, 3 July 1972 (Jazz Band Records, EBCD 2145-2) (Live) (1999)
- 1945-48 – Transcription Performances Vol. 2 (Hep Records, HEP CD 67) (Radio) (1999)
- 1978 – The Lost Concert - Live at the Cocoanut Grove in L.A. March 1978 (Jazz Heritage, 525532M) (Live) (1999)
- 1972 – The Stuttgart Experience (Jazzhaus Records, JAH-457) (Live) (2016)
- 1976 – The Complete Integrated Sunset Ridge Concert 1976 (Magixc Records, ?) (Live)(2000)
- 1951-68 – Odyssey 1951-1968 (Astral Jazz Records, JCD-105) (2CD) (Live) (2000)
- 1943-47– Designs On Standards (Jasmine Records, JASCD 368) (Radio) (2001)

- 1950 – Stan Kenton and His Innovations Orchestra (Laserlight Digital, 15 770) (Antologia) (1992)
- 1943-64 – Retrospective (Capitol Jazz Records, CDP 7 97350) (4CD) (Antologia) (1992)
- 1961 – The Peanut Vendor (Jazz Time Records, 64024-2) (Antologia)(1991-94)
- 1950-51 – The Innovations Orchestra (Capitol Jazz Records, CDP 7248 8 59965 2 8) (2CD) (1997) Ristampa di "Innovations in Modern Music" e "Stan Kenton Presents" più 14 brani aggiunti.
- ???? – The Stan Kenton Collection (HMV Jazz, 7243 5 20869 2 4) (Antologia) (1999) Matrici Capitol
- 1971 – The Sound of Kenton (Hitchcock Media, 2CD-0202) (2CD) (1999)

- ???? – Painted Rhythm (Past Perfect Silver Line, 204349-203) (Antologia) (2000)
- ???? – Somewhere There's Music (Jasmine Records, JASCD 366) (Antologia) (2000)
- ???? – The Story of Jazz (EMI Plus Records, 724357621625) (Antologia) (20001)
- ???? – The Legendary Big Bands Series (Pulse Records, PLS CD 417) (Antologia) (2000)
- 1950-52 – Easy Go (Capitol Jazz Records, 7243 5 24553 2 4) (Antologia) (2001)
- ???? – The Best of Stan Kenton and His Orchestra (Jazz Forever, CD 67059) (Antologia) (2001)
- ???? – Fascinating Rhythm (Past Perfect Silver Line, 205759-203) (Antologia) (2001)
- ???? – Artistry in Rhythm (Prism Records, PLATCD 683) (Antologia)(2001)
- 1991 – Celebration - Back To Balboa - Volume 6 (Mama Records, MMF 1028) (tribute to Kenton) (2001)

## Collaboratori
Tra i membri delle sue orchestre e gli arrangiatori che hanno collaborato con Kenton, figurarono (tra gli altri) i seguenti musicisti:
- Pepper Adams, (sax baritono)
- Bob Ahern, (chitarra)
- Sam Aleccia, (sax tenore)
- Ashley Alexander, (trombone)
- Laurindo Almeida, (chitarra)
- Alfred "Chico" Alvarez, (tromba)
- Jim Amlotte, (trombone)
- John Anderson, (tromba)
- Buddy Arnold, (sax tenore)
- Don Bagley, (contrabbasso)
- Gabe Balthazar, (sax alto)
- Michael Bard, (sax tenore)
- Gary Barone, (tromba)
- Dee Barton, (trombone)
- Milt Bernhart, (trombone)
- Bud Brisbois, (tromba)
- Conte Candoli, (tromba)
- Pete Candoli, (tromba)
- Billy Catalano, (tromba)
- Bill Chase, (tromba)
- Buddy Childers, (tromba)
- Bob Cooper, (sax tenore)
- Jack Costanzo, (percussioni)
- Curtis Counce, (contrabbasso)
- Bob Curnow, (trombone)
- Quinn Davis, (flauto), (sax alto)
- Vinnie Dean, (sax alto)
- Jay Daversa, (tromba)
- Don Dennis, (tromba)
- Sam Donahue, (sax tenore), (tromba)
- Red Dorris, (sax tenore)
- Peter Erskine, (batteria)
- Don Fagerquist, (tromba)
- Maynard Ferguson, (tromba)
- Mary Fettig, (sassofono), (flauto), (arrangiatore)
- Bob Fitzpatrick, (tromba)
- Carl Fontana, (trombone)
- Stan Getz, (sax tenore)
- Dizzy Gillespie, (tromba)
- Bob Gioga, (sassofono), (clarinetto)
- Bill Holman, (sax tenore), (arrangiatore)
- Clay Jenkins, (tromba)
- Richie Kamuca, (sax tenore)
- Red Kelly, (contrabbasso)
- Jimmy Knepper, (trombone)
- Lee Konitz, (sax alto)
- Kent Larson, (trombone)
- Skip Layton, (batteria)
- Archie LeCoque, (trombone)
- Stan Levey, (batteria)
- Willie Maiden, (sax baritono), (arrangiatore)
- Shelly Manne, (batteria)
- Jerry McKenzie, (batteria)
- Gerry Mulligan, (sax baritono), (arrangiatore)
- Vido Musso, (sax tenore), (clarinetto)
- Lennie Niehaus, (sax alto)
- Chico O'Farrill (arrangiatore)
- Art Pepper, (sax alto)
- Bill Perkins, (sax tenore)
- Doug Purviance, (trombone)
- George Roberts, (trombone)
- Gene Roland, (compositore), (arrangiatore)
- Frank Rosolino, (trombone)
- Shorty Rogers, (tromba)
- Eddie Safranski, (contrabbasso)
- Carl Saunders, (tromba)
- Jay Saunders, (tromba)
- Bud Shank, (sax alto), (flauto)
- Dick Shearer, (trombone)
- Gene Siegel, (sax baritono)
- Zoot Sims, (sax tenore), (sax soprano), (sax alto)
- Ed Soph, (batteria)
- Ray Starling, (tromba)
- Charles Davis, (sax tenore)
- Bart Varsalona, (sax alto)
- Mike Vax, (tromba)
- Kai Winding, (trombone)

Tra le voci maschili e femminili si ricordano Anita O'Day, June Christy, e Chris Connor. Kenton scoprì The Four Freshmen quando suonavano in un localino a Dayton (Ohio), e li aiutò ad arrivare al successo.